# Irrer Alm
Die Irrer Alm ist eine Alm in der Gemeinde Grünau im Almtal im österreichischen Bundesland Oberösterreich. Die in Privatbesitz befindliche Rodungsalm liegt südlich des Zuckerhuts, in einer Seehöhe von 750 m ü. A. Auf der Alm befinden sich drei Almgebäude, die über eine nicht öffentliche Forststraße erreichbar sind. 

## Flora und Vegetation
Das Almgebiet ist bekannt für die großen Bestände der Stern-Narzisse, die dort in der zweiten Maihälfte blüht. Auf nassen Wiesen wächst die vom Aussterben bedrohte Schachblume. Es handelt sich bei diesem Vorkommen jedoch um Verwilderungen.

## Wanderwege
Die Alm liegt am Weg 431, der vom Grünauer Ortszentrum zum Hochberghaus führt, bzw. am Weg 6, der rund um den Zuckerhut verläuft.

## Karten
- ÖK 50, Blatt 67 (Grünau im Almtal)